# 12437 Westlane
12437 Westlane è un asteroide della fascia principale. Scoperto nel 1996, presenta un'orbita caratterizzata da un semiasse maggiore pari a 2,9994707 UA e da un'eccentricità di 0,1718057, inclinata di 4,02790° rispetto all'eclittica.